# ハンナ・バーベラ・プロダクション
ハンナ・バーベラ（Hanna-Barbera）は、かつてメトロ・ゴールドウィン・メイヤー（MGM）で『トムとジェリー』を制作したウィリアム・ハンナとジョセフ・バーベラが1957年7月7日に設立した、アメリカ合衆国のアニメーション制作会社。
2001年にワーナー・ブラザース・アニメーションに吸収され、消滅した。2021年4月7日、カートゥーン ネットワーク・スタジオ・ヨーロッパは、ハンナ・バーベラ・スタジオ・ヨーロッパとしてブランドを変更して名称を復活させると発表した。

## 沿革

### 創業とヒット作
1957年7月7日、MGMのアニメーション部門の監督だったウィリアム・ハンナとジョセフ・バーベラの個人事業としてH-B エンタープライズ（H-B Enterprises）が設立された。テレビコマーシャルなどのフリーランスの仕事をMGMのアニメ制作の片手間に行っていた。1957年5月15日にMGMがアニメーションスタジオを閉鎖しアニメーターが解雇されると、ハンナとバーベラは H-B エンタープライズを拠り所にして再出発した。
彼らは独自のテレビ向けアニメーションなどを制作し、1960年にハンナ・バーベラ・プロダクションと社名変更した。30年以上にわたり、ハンナ・バーベラ・プロダクションは『原始家族フリントストーン』、『宇宙家族ジェットソン』、『珍犬ハックル（ハックルベリー・ハウンド）』、『クマゴロー（ヨギ・ベア）』、『JQ（ジョニー・クエスト）』、『弱虫クルッパー（スクービー・ドゥー）』、『森のスマーフ』などの人気シリーズを制作し、そのいくつかはアメリカン・ポップカルチャーの象徴的存在となった。

### ターナー傘下とカートゥーン ネットワーク
1991年、ハンナ・バーベラ・プロダクションはCNNの創業者テッド・ターナーが率いるターナー・ブロードキャスティング・システムの出資を受けた。これにより、既に過去のワーナー・ブラザースやMGMの短編アニメ映画のライブラリを所有していたターナーはハンナ・バーベラのアニメも手に入れ、アニメーションのライブラリをさらに増やすことができた。これらは翌1992年に開局した新しいケーブルテレビチャンネル、カートゥーン ネットワークの基礎となった。1992年にはハンナ・バーベラは社名をH-B プロダクション・カンパニー（H-B Production Company）に、1993年にはハンナ・バーベラ・カートゥーン（Hanna-Barbera Cartoons）に変更したが、アニメーション制作は続行した。ただしウィリアム・ハンナとジョセフ・バーベラは半分引退し、新作制作にはたまに関与するものの、もっぱらスタジオの顔としての活動を行っていた。
1990年代後半を通じ、ターナーはハンナ・バーベラの第一の活動目標をカートゥーン ネットワークのための新作制作へと変えた。1994年にはハンナ・バーベラの子会社として、カートゥーン ネットワーク向けの新作を制作するカートゥーン ネットワーク・スタジオ（Cartoon Network Studios）が設立され、『パワーパフガールズ』（The Powerpuff Girls）などの制作にあたった。

### 吸収合併
1996年、ターナー・ブロードキャスティング・システムがタイム・ワーナー（現：ワーナー・ブラザース・ディスカバリー）に買収され、2001年3月22日にウィリアム・ハンナが没すると、ハンナ・バーベラはワーナー・ブラザースのアニメーション子会社、ワーナー・ブラザース・アニメーション（Warner Bros. Animation）へ吸収され、消滅した。ジョセフ・バーベラは2006年12月18日に没するまでワーナー・ブラザース・アニメーションの象徴として在籍し続けた。
「ハンナ・バーベラ」のブランドは現在、ワーナー・ブラザース・アニメーションのライブラリ資産の名称や、過去の作品（『フリントストーン』『スクービー・ドゥー』『ジョシー・アンド・ザ・プッシーキャッツ』）をワーナー・ブラザースが実写映画化する際の宣伝用としてのみ使われている。
一方、カートゥーン ネットワーク・スタジオは、ワーナー・ブラザース・ディスカバリーのグループ企業ながらワーナー・ブラザース・テレビジョン・スタジオの下で存続しており、現在もカートゥーン ネットワークのために『ビリー&マンディ』（The Grim Adventures of Billy and Mandy）や『サムライジャック』（Samurai Jack）などを制作している。
AT&Tによるワーナーメディアのスピンオフによってワーナー・ブラザース・ディスカバリーが設立され、ディスカバリーと合併した後、カートゥーン ネットワーク・スタジオとワーナー・ブラザース・アニメーションは、ワーナー・ブラザース・テレビジョンによる再編の一環として開発チームと制作チームを統合し、オードリー・ディールがキッズとファミリーを監督し、ピーター・ジラルディが大人向けアニメーションを監督し、サミー・パールマッターが長編アニメーションを監督することになった。

### 日本での人気
1960年代前半の日本では、国産テレビアニメ黎明期であったことから、ハンナ・バーベラ・プロダクション制作作品を日本語吹き替えしたものがテレビで毎日のように放送されていた。これらのほとんどは、音響監督の高桑慎一郎によって日本独自の邦題とコミカルな歌詞の主題歌が付けられローカライズされた。1990年頃には日本コロムビアがバーベラと提携し、ソフト販売を行った。この際に使用された吹替版は『チキチキマシン』シリーズを除いて高桑を再登板させて制作した新録版となっており、キャラクターの名前などは原語版に沿った物になっている。2018年1月30日にサービスが開始するライブ配信サービスのdTVチャンネルにて「ブーメラン」としてチャンネルが開局され、2022年3月31日まで、ハンナ・バーベラ・プロダクション制作作品が放送された。2022年11月13日にカートゥーン ネットワークでハンナ・バーベラ・プロダクション制作作品における地上波放映時の日本語吹き替えを再開した。

## 作品一覧
括弧内は日本放映時の邦題。

### 1957年 - 1969年
1957年
- The Ruff and Reddy Show（つよいぞラフティ）

1958年
- Huckleberry Hound（珍犬ハックル）
- Pixie and Dixie（チュースケとチュータ）
- The Yogi Bear Show（クマゴロー）

1959年
- Augie Doggie & Doggie Daddy（オギーとダディー）
- Quickdraw McGraw（早射ちマック）
- Snooper and Blabbe（ドラ・チュウ助探偵）

1960年
- Hokey Wolf（オオカミのホーキー）
- The Flintstones（原始家族フリントストーン（強妻天国、ソーラ来た来た））
- Snagglepuss（スナッグル・プッシー）
- Yakky Doodle（あひるのヤッキー）

1961年
- Top Cat（ドラ猫大将）

1962年
- The Jetsons（宇宙家族ジェットソン）
- Lippy the Lion and Hardy Har Har（リッピーとハーディー）
- Touché Turtle and Dum Dum（突貫カメ君）
- Wally Gator（ワニのワリー）

1963年
- Peter Potamus（かばのガバチョ）
- Yippee, Yappee and Yahooey（イッピー・ヤッピー・ヤッホー）

1964年
- The Adventures of Jonny Quest（J.Q.）
- Breezly & Sneezly（ブリーズリとスニーズリ）
- The Magilla Gorilla Show（ゴリラのゴンちゃん）
- Punkin' Puss and Mushmouse
- Richochet Rabbit & Droop-a-long

1965年
- The Atom Ant Show（怪力アント）、鉄腕アントというタイトル有り
- The Hillbilly Bears（じゃじゃ熊一家）
- Precious Pupp（パップちゃんとスイートおばさん）
- The Sailor Sinbad Jr.（少年シンドバッド（冒険シンドバッド、シンドバッドの冒険））
- The Secret Squirrel Show（秘密探偵クルクル）
- Squiddly Diddly（タコのロクちゃん）
- The Winsome Witch（マジックおばさん）

1966年
- Abbott and Costello（アボットとコステロ）
- Dinoboy in the Lost Valley（ター坊の冒険（怪獣ロロ））
- Frankenstein Jr.（フランケンロボ）
- The Impossibles（スーパースリー）
- Laurel and Hardy（ローレル&ハーディ）
- Space Ghost（宇宙怪人ゴースト）
- The Space Kidettes（宇宙わんぱく隊）

1967年
- Birdman（電子鳥人Uバード）
- Fantastic Four（宇宙忍者ゴームズ）
- The Galaxy Trio（銀河トリオ）
- The Herculoids（怪獣王ターガン）
- Mighty Mightor（アストロ超人ジャンボ）
- Moby Dick（がんばれモビー）
- Samson and Goliath（怪力サムソン）
- Shazzan（大魔王シャザーン）

1968年
- Arabian Knights（マンガ大冒険 アラビアンナイト）
- The Banana Splits（マンガ大冒険!ドタバタ30分）
- Micro Ventures
- The New Adventures of Huck Finn（やったぜ!ハックの大冒険）
- The Three Musketeers（三銃士）
- The Adventures of Gulliver（ガリバーと小人たち）
- Wacky Races（チキチキマシン猛レース）

1969年
- Around the World in 79 Days
- Cattanooga Cats
- Dastardly & Muttley in their Flying Machines（スカイキッドブラック魔王）
- It's the Wolf（ラムヂーちゃん）
- Love, American Style
- Motormouse and Autocat（逃げろや逃げろ大レース）
- The Perils of Penelope Pitstop（ペネロッピー絶体絶命）
- Scooby-Doo, Where Are You!（弱虫クルッパー）

### 1970年代
1970年
- The Harlem Globetrotters（ハーレム・グローブトロッターズ）
- Josie and the Pussycats（ドラドラ子猫とチャカチャカ娘）→『プッシーキャッツ』のタイトルで実写映画化
- Where's Huddles?

1971年
- The Funky Phantom（ドボチョン一家の幽霊旅行）
- Help! It's the Hair Bear Bunch（くまくんトリオ大脱走）
- The Pebbles and Bamm-Bamm Show（行け行けバンバン恐竜天国）

1972年
- The Amazing Chan and the Chan Clan（分隊のすごいチャン）
- Josie and the Pussycats in Outer Space（ピッピーの宇宙大冒険）→『ドラドラ子猫とチャカチャカ娘』の続編
- The New Scooby-Doo Movies（スクービードゥーの映画）
- Roman Holidays（ローマの祝日）
- Sealab 2020（シーラブ2020）
- Wait Till Your Father Gets Home（おやじ天国）

1973年
- The Addam's Family（アダムス・ファミリー）
- Butch Cassidy and the Sundance Kids（やったぜムキムキ大作戦）
- Goober and the Ghost Chasers（幽霊冒険のグーバー）
- Inch High, Private Eye（ビチ探偵の大冒険）
- Jeannie（ジニー）
- Peter Puck
- Speed Buggy（爆走バギー大レース）
- Super Friends（スーパーフレンズ）
- Yogi's Gang（クマゴローの大冒険）

1974年
- Devlin（デヴリン）
- Hong Kong Phooey（ほえよ!0011）、秘密指令0011というタイトル有り
- Partridge Family, 2200 A.D.（パートリッジファミリー、西暦2200年）
- These Are the Days
- Valley of the Dinosaurs（原始恐竜時代）
- Wheelie and the Chopper Bunch（爆走クルマくん）

1975年
- The Great Grape Ape Show（ジャンボゴリラの大冒険）
- The New Tom and Jerry Show（新トムとジェリー）

1976年
- Clue Club（おとぼけ探偵団の大冒険）
- Dynomutt, Dog Wonder（珍犬探偵ダイナマット）
- JabberJaw（わんぱくジョーズ）
- The Mumbly Cartoon Show（スーパー刑事ボロンゴ）
- The Scooby-Doo Show

1977年
- The All-New Super Friends Hour
- Blast-Off Buzzard
- Heyyyy It's the King（変身ジャンボと冒険トリオ）
- C.B. Bears（いたずら動物天国）
- The Gathering（クリスマス・ツリー）
- Posse Impossible
- The Robonic Stooges
- Captain Caveman and the Teen Angels（ムクムクおやじとゴーゴー娘）
- Scooby's All Star Laff-A-Lympics（まんがオールスター おもしろオリンピック）
- Shake, Rattle, and Roll
- Undercover Elephant
- Wonder Wheels

1978年
- Buford and the Galloping Ghost
- Buford Files
- Challenge of the Superfriends
- Dinky Dog
- Godzilla - 日本の特撮映画『ゴジラシリーズ』のアニメ版
- Galaxy Goof-Ups
- Galloping Ghost
- The Godzilla Show
- Jana of the Jungle
- Kiss Meets the Phantom of the Park（地獄の復活）
- Yogi's Space Race（クマゴローの宇宙珍パトロール） - 『クマゴローの宇宙猛レース』というタイトルも有り

1979年
- Casper and the Angels（ハンナ・バーベラ版キャスパー）
- C.H.O.M.P.S.（メカドッグ・ラスカル）
- The New Shmoo
- Scooby-Doo and Scrappy-Doo（スクービー&スクラッピードゥー）
- The Super Globetrotters
- The Thing
- The World's Greatest Superfriends

### 1980年代
1980年
- Amigo and Friends
- Bedrock Cops
- Cantinflas
- Dino and the Cavemouse
- Drak Pack
- Flintstone Family Adventures
- Fonz and the Happy Days Gang
- The Frankenstones
- Richie Rich
- The Smurfs（『小さな森の精 あいあむ!スマーフ』 → 『森のスマーフ』）

1981年
- Astro and the Space Mutts
- The Bungle Brothers
- Crazy Claws
- Dirty Dawg
- The Kwicky Koala Show
- Laverne and Shirley
- Laverne and Shirley In the Army
- Popeye and Son（ポパイ&サン）
- Space Stars
- Teen Force
- Trollkins

1982年
- The Gary Coleman Show
- Jokebook
- Laverne and Shirley with the Fonz
- The Little Rascals
- Mork and Mindy
- Pac-Man
- The Pac-Man Show
- The Puppy's New Adventures
- Shirt Tales

1983年
- The All-New Scooby and Scrappy-Doo Show
- Biskitts
- The Dukes
- Monchichis（モンチッチ）
- The Puppy's Further Adventures

1984年
- Challenge of the GoBots
- The New Scooby-Doo Mysteries
- Pink Panther and Sons（ピンクパンサーわんぱく隊）
- The Puppy's Greatest Adventures
- The Snorks（スノークス）
- Superfriends: The Legendary Super Powers Show

1985年
- Galtar and the Golden Lance
- Paw Paws
- The Super Powers Team: Galactic Guardians
- The Greatest Adventure: Stories from the Bible（ザ・グレーテストアドベンチャー まんが聖書物語）
- Yogi's Treasure Hunt（ハンナ・バーベラ秘宝探検団）

1986年
- The 13 Ghosts of Scooby-Doo
- Captain Caveman and Son
- Dino's Dilemmas
- The Flintstone Kids（フリントストーン・キッズ）
- Foofur
- Pound Puppies
- Smurfs Adventures
- Wildfire

1987年
- All New Pound Puppies
- Sky Commanders
- ULTRAMAN : THE ADVENTURE BEGINS（ウルトラマンUSA）

1988年
- The Completely Mental Misadventures of Ed Grimly
- Fantastic Max
- The Further Adventures of Superted
- The New Yogi Bear Show
- A Pup Named Scooby-Doo

1989年
- Dink, the Little Dinosaur（恐竜ディンクの大冒険）
- Paddington Bear（パディントン・ベア）
- Zazoo U.

### 1990年 - 2001年
1990年
- Timeless Tales from Hallmark（永遠の世界名作童話）
- The Adventures of Don Coyote and Sancho Panda
- Fender Bender 500（新チキチキマシン猛レース ケンケンのフェンダー・ベンダー500）
- Monster Tails
- Tom and Jerry Kids（トムとジェリーキッズ）
- Wake, Rattle, and Roll
- Yo Yogi!

1991年
- Midnight Patrol: Adventures in the Dream Zone
- The Pirates of Dark Water
- Timeless Tales from Hallmark
- Young Robin Hood

1992年
- The Addams Family
- Capital Critters
- Fish Police

1993年
- 2 Stupid Dogs（トゥーストゥーピッドドッグス）
- Super Secret Secret Squirrel（超秘密探偵クルクル）
- SWAT Kats: The Radical Squadron（スワットカッツ）
- The Moxy Show

1994年
- Space Ghost Coast to Coast
- The What a Cartoon! Show

1995年
- Daisy-Head Mayzie
- Dumb and Dumber
- The New Adventures of Captain Planet

1996年
- Cave Kids Adventures
- Jonny Quest: The Real Adventures（JQ）
- Dexter's Laboratory（デクスターズラボ）
- Dial M for Monkey（スーパーモンキー）
- Justice Friends（ジャスティスフレンズ）

1997年
- Cow and Chicken（カウ&チキン）
- I Am Weasel（I am ウィーゼル）
- Johnny Bravo（ジョニー・ブラボー）

1998年
- The Powerpuff Girls（パワーパフガールズ）

2000年
- Whatever Happened to Robot Jones?

### 2002年以降
2017年
- Wacky Races（チキチキマシン猛レース!）

2022年
- Jellystone!（ジェリーストーン!）

## 子会社
- カートゥーン ネットワーク・スタジオ（1994年 - 2000年）
- ハンナ・バーベラ・オーストラリア（英語版）（1972年 - 1988年）